# Ursus arctos syriacus
L'orso bruno siriano (Ursus arctos syriacus Hemprich & Ehrenberg, 1828) è la più piccola sottospecie di orso bruno.
È onnivoro, nutrendosi quasi di ogni sorta di cibo, compresa carne, erba e frutta.

## Distribuzione geografica
Questa specie occupa una vasta area dell'Asia occidentale, ma la sua popolazione sta declinando, a causa della distruzione dell'habitat, del bracconaggio e della frammentazione delle popolazioni.
Gli orsi bruni siriani in tempi storici si trovavano in Anatolia (Turchia), Siria, Libano, Israele, Iraq, Iran e in parte dell'Afghanistan. Nel Caucaso questa specie è rimpiazzata dall'orso bruno comune (orso bruno eurasiatico), in Pakistan e nell'Afghanistan meridionale dall'orso bruno himalayano e nell'Iran meridionale e sudorientale dall'orso nero asiatico.

## Descrizione e biologia
Con un peso massimo di 150 kg nei maschi (spesso però si ferma ai 100 kg) e 90 nelle femmine (la media è però compresa nei 70 kg), questa è la sottospecie di orso bruno più piccola. Le minute dimensioni sono probabilmente dovute all' ambiente desertico in cui vive, con una minor disponibilità di cibo.
La pelliccia dell'orso bruno siriano è molto chiara; la maggior parte delle volte è color crema, ma non sono rari gli esemplari bianchi. Non si tratta, però, di albinismo: è un adattamento alla vita nel deserto, per cui il colore chiaro disperde il calore in eccesso e non ne assorbe dall'ambiente.

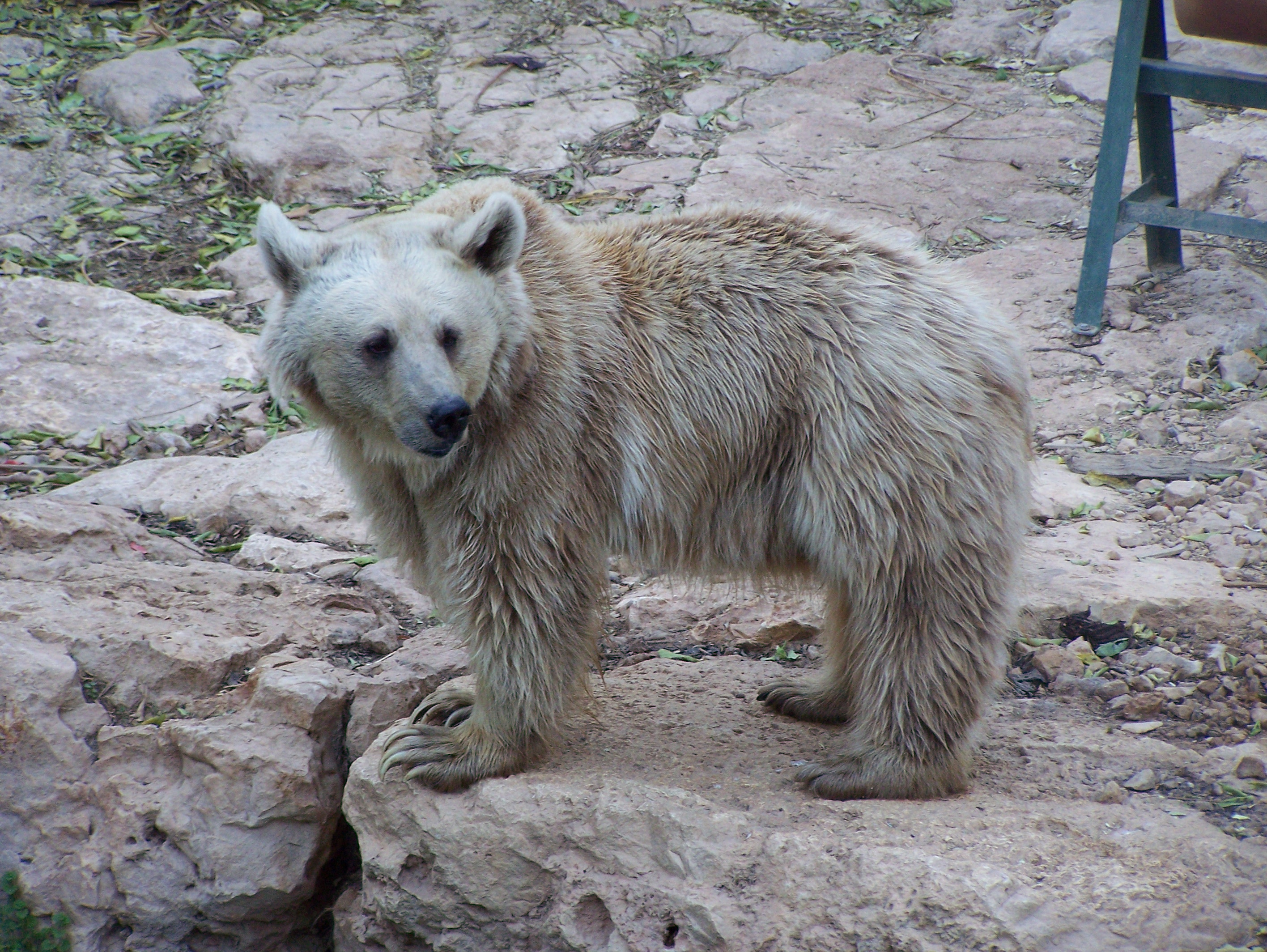
Orso bruno siriano

### Dieta
Seppure, come tutti gli orsi bruni e in generale tutte le specie di orso, l'orso bruno siriano sia un onnivoro, la sua dieta è maggiormente carnivora rispetto alle altre sottospecie; questo fatto è causato probabilmente dall'ambiente in cui vive (al pari delle dimensioni), che offre poche specie vegetali di cui cibarsi. Preda soprattutto roditori (come i topi e i gerbilli), lepri, iraci e altri animali di piccole dimensioni quali insetti, lucertole e uccellini, ma è pure capace di cacciare i cuccioli di prede più grandi, come le antilopi e gli stambecchi, e persino di pescare.

### Riproduzione
Non c'è una stagione dell'accoppiamento specifica, ma sembra che gli orsi preferiscano farlo d'inverno, di modo che i cuccioli (solitamente 2) nascano in primavera, quando il cibo si trova in maggiore quantità.
Il corteggiamento, a dispetto della mole, è piuttosto aggraziato e prevede sfregamenti del muso, abbracci, carezze e giochi. Infine, quando la femmina è pronta, il maschio la monta e la penetra. L'unione può durare anche 5 minuti.
I piccoli resteranno con la madre per circa un anno e mezzo, durante il quale la madre gli insegnerà tutto quello che serve per sopravvivere.

### Nemici
Non si può parlare di veri predatori dell'orso, dato che non ne ha. Tuttavia, due carnivori competono con lui per le prede: il leopardo arabo e il lupo arabo. Questi due animali possono anche, all'occorrenza, uccidere gli orsacchiotti. Si conoscono anche casi di orsi morti a causa di un morso di vipera.

### Vita sociale e letargo
In genere l'orso bruno siriano, come gli altri orsi, è solitario, ma possono capitare occasioni in cui più orsi si riuniscono in uno stesso luogo: durante la riproduzione, per esempio, o intorno a una carcassa molto grande.
Per quanto riguarda il letargo, si sa che è praticato dagli orsi in cattività, mentre non si conosce nulla di questo argomento sugli esemplari in natura.

### Rapporti con l'uomo
L'orso bruno siriano non è molto aggressivo nei confronti delle persone, a meno che non sia una femmina con i cuccioli (allora vede l'uomo come un potenziale pericolo per gli orsacchiotti da eliminare) o sia affamato (allora l'uomo diventa per l'orso una preda).

## In letteratura
Si sostiene che questa specie di orso sia quella che venne inviata da Yahweh a sbranare i 42 fanciulli che insultarono Eliseo nel Secondo Libro dei Re della Bibbia.